# 夢野星
夢野 星（ゆめの ほし、生年非公開7月24日 - ）は、愛媛県出身の女性タレント兼雀士で最高位戦日本プロ麻雀協会所属。2008年3月入会。マーベルエール所属。

## 人物
- 出身地は愛媛県。
- 愛称はゆめのん、打天使エトワール。
- 好きな男性のタイプは包容力のある人。
- アドヴァンスプロモーション出身。
- 保育士資格所有。
- 円谷プロにてスーツアクター＆MCを経験。

## 夢野 星の経歴

### CD
- 『浪漫天使・夢』c/w『happy date』
- 『14番目のキセキ』c/w『立直～笑顔の約束～』
- 『WHITE SOUL,BLACK SOUL』c/w『しんめぎゅ～にゅ～』

### 書籍
- コスBON Vol.1―コスプレ完全攻略本（1）（音羽出版）

### WebTV
- スターチャット.TV